# Habergham Eaves
Habergham Eaves – civil parish w Anglii, w Lancashire, w dystrykcie Burnley. W 2011 civil parish liczyła 1466 mieszkańców.